# Mosenergo
Mosenergo (en russe : Мосэнерго) est la compagnie de production d'électricité située dans la région de Moscou. Elle a été fondée en 1993. Elle est détenue par Gazprom.